# Damián Perea Lezcano
Damián Perea Lezcano és un director de cinema de les illes Canàries. Interessat en el cinema des de finals dels anys 1980, el 1999 va dirigir el curtmetratge Podría ser peor, que fou nominat al Goya al millor curtmetratge d'animació. El 2001 va guanyar el concurs organitzat pel Ministeri d'Economia i Hisenda per a desenvolupar la campanya de l'euro amb una maqueta d'animació en plastilina de la família Los García. El 2003 realitzaria el curtmetratge Locos por el cine i el 2010 Una luz en el océano. És membre de l'Acadèmia Europea de Cinematografia.
Per tal de promoure el cinema a les illes Canàries, des del 2006 dirigeix i produeix el Festival Internacional de Cinema d'Animació, Efectes Especials i Videojocs «Animayo» que compta amb el suport del Cabildo Insular de Gran Canària i del Govern de Canàries.